# Estelle Getty
Estelle Getty (New York, 1923. július 25. – Hollywood, 2008. július 22.) Golden Globe- és Primetime Emmy-díjas amerikai színésznő.
Az Öreglányok (1985–1992) című szituációs komédiával, Sophia Petrillo szerepében vált ismertté és nyert díjakat. A mozivásznon is feltűnt, elsősorban filmvígjátékokban.

## Élete és pályafutása
New Yorkban született, zsidó származású lengyel bevándorlók gyermekeként.
1985 és 1992 között az Öreglányok című sorozat Sophia Petrillóját, a szabadszájú, idős szicíliai asszonyt, Dorothy Zbornak (Beatrice Arthur) édesanyját alakította. Valójában Getty egy évvel fiatalabb volt sorozatbeli lányánál, a forgatások előtt a sminkesek varázsoltak belőle egy látszatra 20-25 évvel idősebb nőt. Ezért a szerepért 1988-ban megkapta a legjobb női mellékszereplőnek járó Primetime Emmy-díjat. 
Még a sorozat alatt megjelent önéletrajzi könyve, amelyet Steve Delsohnnal együtt írt, és a Contemporary Books gondozásában jelent meg. 1993-ban megjelent a kifejezetten idősek számára szóló fitnesz videója. 
Miután a nagysikerű sorozat 1992-ben véget ért (Bea Arthur miatt, aki szerette volna komolyabb produkciókban is megmutatni tehetségét), a sorozat három másik főszereplője, Getty, Betty White és Rue McClanahan egy új sorozatban kaptak szerepet a The Golden Palace-ban, ahol a három hölgy befektetésképpen megvásárol egy miami szállodát. A sorozat egy évadot ért meg. 
A magyar közönség számára az Öreglányok mellett Getty az Állj, vagy lő a mamám! c. vígjáték kedves, kotnyeles idős hölgyeként ismerte, de szerepelt az Ámokfuró szerencse és a Stuart Little, kisegér c. filmben, ahol a főszereplő kisfiú nagymamáját alakította.

## Magánélete
1947. december 21-én hozzáment Arthur Gettlemanhez (tőle származott a színésznő későbbi művészneve), akivel a férfi 2004-ben bekövetkező haláláig együtt volt. Két gyermekük született, Carl Gettleman, aki jelenleg Kaliforniában él, és Barry Gettleman, aki Floridában. 
1991-ben Getty azzal került az újságok címlapjára, hogy ő gondoskodik 29 éves unokaöccséről, Steven Scherről, aki az AIDS végstádiumában jár. Mivel a fiatalember szülei Angliában éltek és az észak-karolinai barátai már nem tudtak megfelelő ellátást nyújtani neki, Getty gondoskodott arról, hogy Kaliforniába repülhessen, majd segített őt elhelyezni egy hospice házban, ahol 1992 januárjában elhunyt. 

## Egészségi állapota és halála
Getty 2000-ben eltűnt a nyilvánosság elől, miután bejelentette hogy Parkinson kórban és csontritkulásban szenved. Későbbi vizsgálatok kiderítették, hogy a diagnózis téves volt, és Getty Lewy-testes demenciában szenved, amelynek tünetei hasonlítanak a Parkinson és az Alzheimer kórra is. Az egykori Öreglányok hiába próbáltak vele telefonon kommunikálni, Getty nem emlékezett rájuk, sem a műsorra. Bea Arthur azt nyilatkozta, Gettynek már a forgatás ideje alatt is nagyon nehezen jegyezte meg a szövegét, tehát voltak intő jelek, csak senki nem tulajdonított nagy jelentőséget nekik. 
Három nappal 85. születésnapja előtt, 2008. július 22-én hunyt el. A Los Angeles-i Hollywood Forever temetőben helyezték végső nyugalomra.

## Filmográfia

### Film
| Év   | Magyar cím             | Eredeti cím                | Szerep                  | Magyar hang   |
| ---- | ---------------------- | -------------------------- | ----------------------- | ------------- |
| 1978 |                        | Team-Mates                 | tanárnő                 |               |
| 1982 | Aranyoskám             | Tootsie                    | középkorú nő            |               |
| 1983 |                        | Deadly Force               | Gussie                  |               |
| 1985 | Maszk                  | Mask                       | Evelyn Steinberg        | Czigány Judit |
| 1987 | Próbababa              | Mannequin                  | Mrs. Claire Timkin      | Czigány Judit |
| 1987 | Próbababa              | Mannequin                  | Mrs. Claire Timkin      | Sáfár Anikó   |
| 1992 | Állj, vagy lő a mamám! | Stop! Or My Mom Will Shoot | Mrs. Tutti Bomowski     | Tábori Nóra   |
| 1999 | Stuart Little, kisegér | Stuart Little              | Estelle Little nagymama |               |
| 2000 | Ámokfutó szerencse     | The Million Dollar Kid     | Rosanne nővér           |               |

### Televízió
| Év        | Magyar cím      | Eredeti cím                                    | Szerep                    | Megjegyzések                                               |
| --------- | --------------- | ---------------------------------------------- | ------------------------- | ---------------------------------------------------------- |
| 1981      |                 | Nurse                                          | Sadie Mandler             | 1 epizód                                                   |
| 1982      |                 | Baker's Dozen                                  | Mrs. Locasale             | 1 epizód                                                   |
| 1984      |                 | Fantasy Island                                 | Money Lady                | 1 epizód                                                   |
| 1984      | Cagney és Lacey | Cagney & Lacey                                 | Mrs. Rosenmeyer           | 1 epizód                                                   |
| 1984      |                 | No Man's Land                                  | Eurol Miller              | tévéfilm                                                   |
| 1984      |                 | Hotel                                          | Roberta Abrams            | 1 epizód                                                   |
| 1984      |                 | Victims for Victims: The Theresa Saldana Story | ismeretlen szerep         | tévéfilm                                                   |
| 1985      |                 | Newhart                                        | Miriam, könyvtáros        | 1 epizód                                                   |
| 1985      |                 | Copacabana                                     | Bella Stern               | tévéfilm                                                   |
| 1985–1992 | Öreglányok      | The Golden Girls                               | Sophia Petrillo           | - főszereplő (180 epizód) - magyar hangja: - Pásztor Erzsi |
| 1987      |                 | Roomies                                        | Mama                      | 1 epizód                                                   |
| 1988–1995 |                 | Empty Nest                                     | Sophia Petrillo           | 52 epizód                                                  |
| 1990      |                 | City                                           | Helen Rutledge            | 1 epizód                                                   |
| 1990      |                 | The Earth Day Special                          | Sophia Petrillo           | különkiadás                                                |
| 1991      |                 | The Fanelli Boys                               | Dr. Newman                | 1 epizód                                                   |
| 1991      |                 | Blossom                                        | Sophia Petrillo           | 1 epizód                                                   |
| 1992–1993 |                 | The Golden Palace                              | Sophia Petrillo           | 24 epizód                                                  |
| 1993      |                 | Nurses                                         | Sophia Petrillo           | 1 epizód                                                   |
| 1996      | Angyali érintés | Touched by an Angel                            | Dottie                    | 1 epizód                                                   |
| 1996      |                 | Brotherly Love                                 | Myrna Burwell             | 1 epizód                                                   |
| 1997      | Szorít az idő   | A Match Made in Heaven                         | Betty Weston              | - tévéfilm - magyar hangja: - Gyimesi Pálma                |
| 1997      | Megőrülök érted | Mad About You                                  | Ida néni                  | 1 epizód                                                   |
| 1997      |                 | Duckman                                        | Jane néni (hangja)        | 1 epizód                                                   |
| 1998      | A dadus         | The Nanny                                      | önmaga                    | 1 epizód                                                   |
| 1999      |                 | The Sissy Duckling                             | Mrs. Hennypecker (hangja) | tévéfilm                                                   |
| 2000      | Nőrület         | Ladies Man                                     | Sophia Gates              | 1 epizód                                                   |
| 2001      |                 | Intimate Portrait                              | önmaga                    | 1 epizód                                                   |

## Díjak és jelölések
| Díj                | Kategória                                                       | Év   | Eredmény | Jelölt mű              |
| ------------------ | --------------------------------------------------------------- | ---- | -------- | ---------------------- |
| Golden Globe-díj   | legjobb női főszereplő (musical- vagy vígjátéksorozat)          | 1986 | Elnyerte | Öreglányok             |
| Golden Globe-díj   | legjobb női főszereplő (musical- vagy vígjátéksorozat)          | 1987 | Jelölve  | Öreglányok             |
| Golden Globe-díj   | legjobb női mellékszereplő (sorozat, minisorozat vagy tévéfilm) | 1992 | Jelölve  | Öreglányok             |
| Primetime Emmy-díj | legjobb női mellékszereplő (vígjátéksorozat)                    | 1986 | Jelölve  | Öreglányok             |
| Primetime Emmy-díj | legjobb női mellékszereplő (vígjátéksorozat)                    | 1987 | Jelölve  | Öreglányok             |
| Primetime Emmy-díj | legjobb női mellékszereplő (vígjátéksorozat)                    | 1988 | Elnyerte | Öreglányok             |
| Primetime Emmy-díj | legjobb női mellékszereplő (vígjátéksorozat)                    | 1989 | Jelölve  | Öreglányok             |
| Primetime Emmy-díj | legjobb női mellékszereplő (vígjátéksorozat)                    | 1990 | Jelölve  | Öreglányok             |
| Primetime Emmy-díj | legjobb női mellékszereplő (vígjátéksorozat)                    | 1991 | Jelölve  | Öreglányok             |
| Primetime Emmy-díj | legjobb női mellékszereplő (vígjátéksorozat)                    | 1992 | Jelölve  | Öreglányok             |
| Arany Málna díj    | legrosszabb női mellékszereplő                                  | 1993 | Elnyerte | Állj, vagy lő a mamám! |

## Fordítás
- Ez a szócikk részben vagy egészben  az   Estelle Getty című angol Wikipédia-szócikk ezen változatának fordításán alapul.  Az eredeti cikk szerkesztőit annak laptörténete sorolja fel. Ez a jelzés csupán a megfogalmazás eredetét és a szerzői jogokat jelzi, nem szolgál a cikkben szereplő információk forrásmegjelöléseként.